# From the Drain
From the Drain è un cortometraggio in bianco e nero del 1967 diretto da David Cronenberg durante il suo periodo di studi.

## Trama
Il film è incentrato sulle vicende di due uomini in una vasca da bagno. Sono due veterani di guerra ricoverati in un Ospedale psichiatrico che soffrono di disturbi mentali. Il primo ha una sorta di paranoia verso lo scarico della vasca da bagno, mentre il secondo ne è indifferente. Il film prende una piega drammatica quando dallo scarico della vasca esce un ramo di vite che strangola il primo uomo, mentre l'altro non mostra alcuna emozione. Dopo questa svolta improvvisa il cortometraggio finisce.